# 蒙河線
蒙河線（もうがせん、中文表記: 蒙河铁路、英文表記: Mengzi–Hekou Railway）は中華人民共和国雲南省紅河ハニ族イ族自治州蒙自市の蒙自北駅と、紅河ハニ族イ族自治州河口ヤオ族自治県の河口北駅を連絡する全長114km、設計速度120kmの鉄道路線である。昆玉河線を構成する路線の一部である。

## 概要
2009年7月着工、2014年9月1日に全線開通。トンネルは全線の73％を占める。

## 連絡鉄道
- 蒙自北駅：玉蒙線